# Liquid (álbum)
Liquid (en español: Líquido) es el tercer álbum de estudio del proyecto musical Recoil, a cargo de Alan Wilder. Fue publicado a través de Mute Records el 6 de marzo de 2000 en Reino Unido, y el 23 de marzo del mismo año en Estados Unidos. A diferencia de sus álbumes previos, Liquid es considerado un álbum conceptual, usando la canción «Black Box» como inicio y cierre del álbum.
El proyecto fue inspirado en un encuentro cercano a la muerte que tuvo Wilder y su acompañante mientras estaban manejando por una carretera cerca de Perthshire, Escocia, cuando un avión RAF Tornado se estrelló en la colina, cayendo los restos de la nave y los dos pilotos a bordo cerca de su automóvil.
Contiene samples y participaciones especiales de Diamanda Galás, el cuarteto Golden Gate Jubilee, las artistas de spoken word Nicole Blackman y Samantha Coerbell, además de los narradores Rosa M. Torras y Reto Bühler. Otros músicos de sesión incluyen a su pareja en ese momento, Hepzibah Sessa (violinista en Miranda Sex Garden), Merlin Rhys-Jones (guitarrista de Ian Dury and the Blockheads) y los miembros de Curve, Dean Garcia (bajo) y Steve Monti (batería).

## Concepto
Luego de la publicación de su segundo LP, Unsound Methods, Alan Wilder decidió reconstruir musicalmente su experiencia cercana a la muerte. En una entrevista en 2000, Wilder comenta sobre ello: “Siempre viviré con eso pero no es algo que me perturbe. Fue más bien una sensación surreal. Escribí sobre eso porque la experiencia seguía volviendo a mi cabeza. Eso me parecía suficiente para usarlo [como concepto]”. Sobre «Black Box», Wilder lo considera unas de las partes más complejas en el álbum, ya que originalmente había pensado en tres partes, con una duración en conjunto de más de quince minutos. La narración estuvo a cargo de Reto Bühler, quien había trabajo con Mute por años en una filial en Alemania, y quién era cercano a Wilder y Sessa, considerado perfecto para la narración por su inglés mezclado con su fuerte acento suizo.

“[El nombre del álbum] proviene de una de las pistas, «Last Call for Liquid Courage», que trata sobre beber y observar aves. Me gusta la palabra líquido porque tiene algo que ver con todas las historias del álbum, algo así como un concepto general para todo el disco, que trata temáticamente sobre un accidente de avión en un área de hielo. Líquido podría significar helado, alcohol, sangre o adrenalina, todas estas cosas diferentes están en la palabra.”
 –Alan Wilder en una entrevista con la revista alemana Mucke und Mehr (2000).

## Grabación
Wilder reveló que «Jezebel» fue la primera canción completada en el verano de 1998, con otras sesiones comenzando en septiembre. El resto de colaboradores grabaron sus partes entre enero hasta abril de 1999, en donde Wilder se enfocó en la mezcla hasta junio, completando el álbum el 7 de julio del mismo año. Sobre las grabaciones, Wilder describe al material como «dramático», al contrario de «oscuro» como fue catalogado por la prensa.

## Recepción crítica

### Estados Unidos
El álbum ha recibido reseñas generalmente positivas en Estados Unidos. Don Kline, escribiendo para AllMusic, es positivo de la inclusión de nuevos vocalistas y la producción intrincada de Wilder, comentando “es evidente que Wilder está más interesado en empujar los límites artísticos que buscar el éxito comercial. Con Liquid, logra distanciarse de lo convencional incluso más, pero lo logra sin alienar a oyentes casuales. Llevando a los oyentes a través de una montaña rusa de emociones fuertes, Liquid es prueba que Wilder sigue lleno de ideas frescas”.

### Reino Unido
En el Reino Unido, el álbum recibió reseñas mixtas a positivas. En su reseña para Drowned in Sounds, Sean Adams compara el estilo cinemático del álbum con una película de terror en tiempo real, sobre el estilo lento y pulsante. Concluyendo con “el álbum y su combinación de oscuridad, ritmos sucios y poesía lírica son emocionalmente intoxicante desde el momento en que decides tocar el botón play”.

## Promoción
Durante la gira de Nine Inch Nails en Londres, esto en promoción de The Fragile, Wilder fue observado en los conciertos de pruebas con la banda, además de canciones del álbum que aún no habían sido publicadas. En su sitio web, Wilder confirmó los rumores, explicando “pedí permiso para usar las canciones de Recoil como una intro a su show”. Como resultado, la banda usó distintas canciones de Recoil por el resto de su gira, en particular la re-versión de «Jezebel» recibió mayor exposición en Estados Unidos.

## Lista de canciones
Todas las canciones escritas y compuestas por Alan Wilder. 
| N.º   | Título                                             | Duración |  |
| 1.    | «Black Box, Pt. 1» (Reto Bühler)                   | 2:48     |  |
| 2.    | «Want» (Nicole Blackman)                           | 6:09     |  |
| 3.    | «Jezebel» (The Golden Gate Jubilee Quartet)        | 4:57     |  |
| 4.    | «Breath Control» (Nicole Blackman)                 | 6:42     |  |
| 5.    | «Last Call for Liquid Courage» (Samantha Coerbell) | 5:29     |  |
| 6.    | «Strange Hours» (Diamanda Galás)                   | 7:30     |  |
| 7.    | «Vertigen» (Rosa M. Torras)                        | 7:13     |  |
| 8.    | «Supreme» (Samantha Coerbell)                      | 6:54     |  |
| 9.    | «Chrome» (Nicole Blackman)                         | 7:07     |  |
| 10.   | «Black Box, Pt. 2» (Reto Bühler)                   | 5:06     |  |
| 59:58 |                                                    |          |  |

| Enhanced CD |                                          |          |  |
| N.º         | Título                                   | Duración |  |
| 11.         | «Strange Hours (Vídeo)» (Diamanda Galás) | 5:06     |  |
| 01:05:12    |                                          |          |  |

| Bonus tracks digital |                                                                          |          |  |
| N.º                  | Título                                                                   | Duración |  |
| 11.                  | «Strange Hours (Edit)» (Diamanda Galás)                                  | 5:14     |  |
| 12.                  | «Jezebel (Filthy Dog Mix)» (The Golden Gate Jubilee Quartet)             | 7:20     |  |
| 13.                  | «New York Nights» (Samantha Coerbell)                                    | 9:08     |  |
| 14.                  | «Don't Look Back» (Sonya Madan)                                          | 5:58     |  |
| 15.                  | «Jezebel (Edit)» (The Golden Gate Jubilee Quartet)                       | 4:32     |  |
| 16.                  | «Jezebel (The Slick Sixty V RJ Remix)» (The Golden Gate Jubilee Quartet) | 6:16     |  |
| 17.                  | «Electro Blues for Bukka White (2000 Mix)» (Bukka White)                 | 7:57     |  |
| 18.                  | «Black Box (Complete)» (Reto Bühler)                                     | 14:23    |  |
| 02:00:48             |                                                                          |          |  |

## Créditos y personal
Adaptados desde el álbum.
| Músicos - Reto Bühler − Narración («Black Box»). - Nicole Blackman − Voz principal, palabras («Want», «Breath Control», «Chrome»). - The Golden Gate Jubilee Quartet − Voz principal («Jezebel»). - Diamanda Galás − Coros («Jezebel», «Vertigen»), voz principal («Strange Hours»). - Samantha Coerbell − Voz principal («Last Call for Liquid Courage», «Supreme»). - Rosa M. Torras − Narración («Vertigen»). - Dean Garcia − Guitarra, bajo eléctrico adicionales. - Steve Monti − Grabación original de baterías. - Merlin Rhys-Jones − Grabación original de guitarras. - Hepzibah Sessa − Voces de apoyo, Violín, viola. | Producción - Alan Wilder − Arreglista, producción musical. - Paul Kendall “PK” − Producción adicional, diseño de sonido. - Hepzibah Sessa − Asistencia de producción, coordinación. - Roland Brown − Coordinación de álbum. - Mike Marsh − Masterización en The Exchange. - Paul Taylor − CD mejorado. Arte y dirección - Michael Williams − Dirección de arte y diseño en Intro. - Lee Funnell − Fotografía. |